# イート・ア・ピーチ
『イート・ア・ピーチ』 (Eat a Peach) は、アメリカ合衆国のロック・バンド、オールマン・ブラザーズ・バンドが1972年に発表した、通算4作目のアルバム。スタジオ録音の新曲6曲と、1971年のライブ音源を収録した変則的な内容で、LPは2枚組だったがCDでは1枚にまとめられた。また、2006年にはCD2枚組のデラックス・エディション盤もリリースされている。

## 解説
本作のレコーディングが終了する前の1971年10月29日、デュアン・オールマンがオートバイの事故で死去。デュアン存命時にスタジオ録音されたのは「スタンド・バック」「ブルー・スカイ」「リトル・マーサ」の3曲で、「時はもう無駄に出来ない」「レ・ブレル・イン・Aマイナー」「メリサ」の3曲は、残されたメンバー5人によってレコーディングされた。残り3曲はデュアン存命時にフィルモア・イーストで行われたライブの音源で、「マウンテン・ジャム」は、ドノヴァンの楽曲「霧のマウンテン」を元にしたジャム・セッションである。
スタジオ録音6曲のエンジニアはホーウィー・アルバートとロン・アルバート。フィルモア・イーストのライブ録音3曲のエンジニアはアーロン・バロンとラリー・ダールストローム。プロデューサーはトム・ダウドが務めた。グループの長年の友人のジョニー・サンドリンは「Special thanks」とクレジットされているが、実際はミキサーとし制作に関わった。
アメリカのBillboard 200ではバンドにとって初のトップ10入りを果たし、最高4位に達した。本作からのシングルは「時はもう無駄に出来ない」が全米77位、「メリサ」と「ワン・ウェイ・アウト」はいずれも全米86位に達した。
2004年、5.1サラウンド・ミックス収録のSACD発売。
2006年発売のデラックス・エディション盤のボーナス・ディスクには、1971年6月27日に行われたフィルモア・イーストのクロージング・コンサートにおける演奏が収録されている。

## 収録曲
「マウンテン・ジャム」は、オリジナルLPではB面とD面に分割されていたが、CDでは連続した1曲として収録されている。
1. 時はもう無駄に出来ない - "Ain't Wastin' Time No More" (Gregg Allman) - 3:40
2. レ・ブレル・イン・Aマイナー - "Les Brers in A Minor" (Dickey Betts) - 9:03
3. メリサ - "Melissa" (G. Allman, Steve Alaimo) - 3:54
4. マウンテン・ジャム - "Mountain Jam" (Donovan Leitch, Duane Allman, G. Allman, D. Betts, Jai Johanny Johanson, Berry Oakley, Butch Trucks) - 33:38
5. ワン・ウェイ・アウト - "One Way Out" (Marshall Sehorn, Elmore James) - 4:58
6. トラブル・ノー・モア - "Trouble No More" (McKinley Morganfield) - 3:43
7. スタンド・バック - "Stand Back" (G. Allman, B. Oakley) - 3:24
8. ブルー・スカイ - "Blue Sky" (D. Betts) - 5:09
9. リトル・マーサ - "Little Martha" (D. Allman) - 2:07

### デラックス・エディション盤ボーナス・ディスク
1. ステイツボロ・ブルース - "Statesboro Blues" (Blind Willie McTell) - 4:29
2. ドント・キープ・ミー・ワンダリン - "Don't Keep Me Wonderin'" (G. Allman) - 3:46
3. 誰かが悪かったのさ - "Done Somebody Wrong" (Clarence L. Lewis, Bobby Robinson, E. James) - 3:38
4. ワン・ウェイ・アウト - "One Way Out" (M. Sehorn, E. James) - 5:08
5. エリザベス・リードの追憶 - "In Memory of Elizabeth Reed" (D. Betts) - 12:51
6. ミッドナイト・ライダー - "Midnight Rider" (G. Allman, Robert Kim Payne) - 3:11
7. アトランタの暑い日 - "Hot 'Lanta" (D. Allman, G. Allman, D. Betts, J. J. Johanson, B. Oakley, B. Trucks) - 5:51
8. ウィッピング・ポスト - "Whipping Post" (G. Allman) - 20:07
9. ユー・ドント・ラヴ・ミー - "You Don't Love Me" (Willie Cobbs) - 17:24

## 参加ミュージシャン
- グレッグ・オールマン - ボーカル、オルガン、ピアノ、エレクトリックピアノ、アコースティック・ギター
- デュアン・オールマン - リードギター、アコースティック・ギター、スライドギター
- ディッキー・ベッツ - リードギター、スライドギター、ボーカル
- ベリー・オークリー - ベース
- ジェイ・ジョハンソン - ドラムス、コンガ
- ブッチ・トラックス - ドラムス、パーカッション、ティンパニ、ゴング、ヴィブラフォン、タンブリン